# 静岡県第4区
静岡県第4区（しずおかけんだい4く）は、日本の衆議院における選挙区である。1994年（平成6年）の公職選挙法改正で設置。（2002年（平成14年）に一部区割りの見直しが行われた）。

## 区域

### 現在の区域
2022年（令和4年）公職選挙法改正以降の区域は以下のとおりである。区の境界線により1区との間で調整は行われた。
- 静岡市
  - 清水区
- 富士宮市
- 富士市（旧富士川町域）
  - 木島、岩淵、中之郷、南松野、北松野、中野台1・2丁目

### 2002年から2022年までの区域
2013年（平成25年）公職選挙法改正から2022年の小選挙区改定までの区域は以下のとおりである。なお、この改正は平成の大合併による自治体名の変更を反映したもので、静岡県内の選挙区の境界に変更がなかった。
- 静岡市
  - 葵区のごく一部
    - 本庁管内の瀬名川3丁目5番25、50〜59号

  - 駿河区のごく一部
    - 本庁管内の谷田のうち、2003年（平成15年）3月31日において清水市の区域（※ただし該当区域に居住者なし）

  - 清水区の大部分
    - 本庁管内（楠694番地1、694番地3を除く）
    - 蒲原支所管内[6]
- 富士宮市
- 富士市（旧富士川町域）
  - 木島、岩淵、中之郷、南松野、北松野、中野台1・2丁目

2002年（平成14年）公職選挙法改正から2013年の小選挙区改定までの区域は以下のとおりである。2002年の区割り変更により、5区から富士宮市および富士郡が編入された。
- 清水市
- 富士宮市
- 富士郡
- 庵原郡

### 2002年以前の区域
1994年（平成6年）公職選挙法改正から2002年の小選挙区改定までの区域は以下のとおりである。
- 清水市
- 庵原郡

## 歴史
小選挙区最初の第41回で無所属の望月義夫が初当選し、第45回で田村謙治に敗れた以外は第42回以降から自民党議員として議席を守った。2019年12月に望月が在職中に死去したことに伴い翌2020年4月26日に補欠選挙が投開票され、自民党の公募を経て同区支部長に選任された深澤陽一が当選した。深澤は第49回も再選したが、前回の無所属から国民民主党に移った田中健も比例復活での初当選となった。逆に第50回は田中健が小選挙区で再選、深澤も比例復活で3選を果たしている。

## 小選挙区選出議員
| 選挙名                   | 年                 | 当選者   | 党派       | 備考                  |
| ------------------------ | ------------------ | -------- | ---------- | --------------------- |
| 第41回衆議院議員総選挙   | 1996年（平成8年）  | 望月義夫 | 無所属     |                       |
| 第42回衆議院議員総選挙   | 2000年（平成12年） | 望月義夫 | 自由民主党 |                       |
| 第43回衆議院議員総選挙   | 2003年（平成15年） | 望月義夫 | 自由民主党 |                       |
| 第44回衆議院議員総選挙   | 2005年（平成17年） | 望月義夫 | 自由民主党 |                       |
| 第45回衆議院議員総選挙   | 2009年（平成21年） | 田村謙治 | 民主党     |                       |
| 第46回衆議院議員総選挙   | 2012年（平成24年） | 望月義夫 | 自由民主党 |                       |
| 第47回衆議院議員総選挙   | 2014年（平成26年） | 望月義夫 | 自由民主党 |                       |
| 第48回衆議院議員総選挙   | 2017年（平成29年） | 望月義夫 | 自由民主党 |                       |
| 第48回衆議院議員補欠選挙 | 2020年（令和2年）  | 深澤陽一 | 自由民主党 | ※望月義夫の死去に伴う |
| 第49回衆議院議員総選挙   | 2021年（令和3年）  | 深澤陽一 | 自由民主党 |                       |
| 第50回衆議院議員総選挙   | 2024年（令和6年）  | 田中健   | 国民民主党 |                       |

## 選挙結果
時の内閣：第1次石破内閣 解散日：2024年10月9日 公示日：2024年10月15日
当日有権者数：31万1606人 最終投票率：53.32%（前回比： 3.25%） （全国投票率：53.85%（2.08%））
| 当落 | 候補者名 | 年齢 | 所属党派   | 新旧 | 得票数   | 得票率 | 惜敗率 | 推薦・支持 | 重複 |
| ---- | -------- | ---- | ---------- | ---- | -------- | ------ | ------ | ---------- | ---- |
| 当   | 田中健   | 47   | 国民民主党 | 前   | 82,448票 | 50.82% | ――     |            | ○    |
| 比当 | 深澤陽一 | 48   | 自由民主党 | 前   | 79,801票 | 49.18% | 96.79% | 公明党推薦 | ○    |

- 中村は日本保守党公認で比例東海ブロック単独候補として立候補したが落選。

時の内閣：第1次岸田内閣 解散日：2021年10月14日 公示日：2021年10月19日
当日有権者数：32万374人 最終投票率：50.07%（前回比：15.97%） （全国投票率：55.93%（2.25%））
| 当落 | 候補者名 | 年齢 | 所属党派     | 新旧 | 得票数   | 得票率 | 惜敗率 | 推薦・支持 | 重複 |
| ---- | -------- | ---- | ------------ | ---- | -------- | ------ | ------ | ---------- | ---- |
| 当   | 深澤陽一 | 45   | 自由民主党   | 前   | 84,154票 | 53.30% | ――     | 公明党推薦 | ○    |
| 比当 | 田中健   | 44   | 国民民主党   | 新   | 49,305票 | 31.23% | 58.59% |            | ○    |
|      | 中村憲一 | 47   | 日本維新の会 | 新   | 24,441票 | 15.48% | 29.04% |            | ○    |

- 投票結果、開票結果 - 静岡県選挙管理委員会
- 静岡県選挙管理委員会は2021年11月2日、静岡県第4区の当選者を深澤陽一とする告示をした[9]。
- 中央選挙管理会は2021年11月5日、比例東海ブロックの当選者を田中健を含む21人とする告示をした[10]。

当日有権者数：323,365人　最終投票率：34.10%

| 当落 | 候補者名 | 年齢 | 所属党派            | 新旧 | 得票数       | 得票率 | 推薦・支持                                         |
| ---- | -------- | ---- | ------------------- | ---- | ------------ | ------ | -------------------------------------------------- |
| 当   | 深澤陽一 | 43   | 自由民主党          | 新   | 66,881票     | 61.31% | 公明党推薦                                         |
|      | 田中健   | 42   | 無所属              | 新   | 38,566.398票 | 35.36% | 立憲民主党・国民民主党・日本共産党・社会民主党推薦 |
|      | 山口賢三 | 73   | 無所属              | 新   | 1,887票      | 1.73%  |                                                    |
|      | 田中健   | 54   | NHKから国民を守る党 | 新   | 1,747.595票  | 1.60%  |                                                    |

- 投票結果、 - 静岡県選挙管理委員会
- 静岡県選挙管理委員会は2020年4月27日、本補欠選挙の当選者を深澤陽一とする告示をした[11]。
- この選挙では「田中健」という氏名の人物が二人立候補していたため、投票用紙にそれぞれの年齢を書いて区別する方式を取ったが、氏名のみの票が3,708票あった（それぞれの得票率に応じ按分された）[12][13]。

時の内閣：第3次安倍第3次改造内閣 解散日：2017年9月28日 公示日：2017年10月10日
当日有権者数：32万8170人 最終投票率：53.72%（前回比：0.73%） （全国投票率：53.68%（1.02%））
| 当落 | 候補者名 | 年齢 | 所属党派   | 新旧 | 得票数   | 得票率 | 惜敗率 | 推薦・支持 | 重複 |
| ---- | -------- | ---- | ---------- | ---- | -------- | ------ | ------ | ---------- | ---- |
| 当   | 望月義夫 | 70   | 自由民主党 | 前   | 96,243票 | 55.87% | ――     | 公明党推薦 | ○    |
|      | 田中健   | 40   | 希望の党   | 新   | 57,581票 | 33.43% | 59.83% |            | ○    |
|      | 松原聡   | 55   | 日本共産党 | 新   | 18,437票 | 10.70% | 19.16% |            |      |

- 投票結果、開票結果 - 静岡県選挙管理委員会
- 静岡県選挙管理委員会は2017年10月24日、静岡県第4区の当選者を望月義夫とする告示をした[14]。
- 田村は希望の党公認で東京16区から立候補したが落選。

時の内閣：第2次安倍改造内閣 解散日：2014年11月21日 公示日：2014年12月2日
当日有権者数：32万5255人 最終投票率：54.69%（前回比：5.23%） （全国投票率：52.66%（6.66%））
| 当落 | 候補者名 | 年齢 | 所属党派   | 新旧 | 得票数   | 得票率 | 惜敗率 | 推薦・支持 | 重複 |
| ---- | -------- | ---- | ---------- | ---- | -------- | ------ | ------ | ---------- | ---- |
| 当   | 望月義夫 | 67   | 自由民主党 | 前   | 92,416票 | 53.27% | ――     | 公明党推薦 | ○    |
|      | 田村謙治 | 46   | 民主党     | 元   | 66,771票 | 38.49% | 72.25% |            | ○    |
|      | 杉田保雄 | 68   | 日本共産党 | 新   | 14,305票 | 8.25%  | 15.48% |            |      |

- 投票結果、開票結果 - 静岡県選挙管理委員会
- 静岡県選挙管理委員会は2014年12月16日、静岡県第4区の当選者を望月義夫とする告示をした[15]。

時の内閣：野田第3次改造内閣 解散日：2012年11月16日 公示日：2012年12月4日
当日有権者数：32万7407人 最終投票率：59.92%（前回比：9.91%） （全国投票率：59.32%（9.96%））
| 当落 | 候補者名 | 年齢 | 所属党派     | 新旧 | 得票数    | 得票率 | 惜敗率 | 推薦・支持   | 重複 |
| ---- | -------- | ---- | ------------ | ---- | --------- | ------ | ------ | ------------ | ---- |
| 当   | 望月義夫 | 65   | 自由民主党   | 前   | 101,048票 | 53.14% | ――     | 公明党推薦   | ○    |
|      | 田村謙治 | 44   | 民主党       | 前   | 60,989票  | 32.07% | 60.36% | 国民新党推薦 | ○    |
|      | 小林正枝 | 41   | 日本未来の党 | 前   | 16,043票  | 8.44%  | 15.88% | 新党大地推薦 | ○    |
|      | 藤浪義浩 | 65   | 日本共産党   | 新   | 12,087票  | 6.36%  | 11.96% |              |      |

- 投票結果[リンク切れ]、開票結果[リンク切れ] - 静岡県選挙管理委員会
- 静岡県選挙管理委員会は2012年12月18日、静岡県第4区の当選人を望月義夫とする告示をした[16]。

時の内閣：麻生内閣 解散日：2009年7月21日 公示日：2009年8月18日
当日有権者数：32万9927人 最終投票率：69.83%（前回比：3.42%） （全国投票率：69.28%（1.77%））
| 当落 | 候補者名 | 年齢 | 所属党派   | 新旧 | 得票数    | 得票率 | 惜敗率 | 推薦・支持   | 重複 |
| ---- | -------- | ---- | ---------- | ---- | --------- | ------ | ------ | ------------ | ---- |
| 当   | 田村謙治 | 41   | 民主党     | 前   | 123,719票 | 54.60% | ――     | 国民新党推薦 | ○    |
|      | 望月義夫 | 62   | 自由民主党 | 前   | 100,352票 | 44.28% | 81.11% | 公明党推薦   | ○    |
|      | 神澤一正 | 47   | 幸福実現党 | 新   | 2,540票   | 1.12%  | 2.05%  |              |      |

- この他、当選挙区内在住の小林正枝が比例東海ブロック（単独）にて選出されている。
- 望月は大村秀章の愛知県知事選挙出馬による議員辞職に伴い2011年1月21日に繰り上げ当選。

時の内閣：第2次小泉改造内閣 解散日：2005年8月8日 公示日：2005年8月30日
当日有権者数：33万188人 最終投票率：66.41%（前回比：6.3%） （全国投票率：67.51%（7.65%））
| 当落 | 候補者名 | 年齢 | 所属党派   | 新旧 | 得票数    | 得票率 | 惜敗率 | 推薦・支持 | 重複 |
| ---- | -------- | ---- | ---------- | ---- | --------- | ------ | ------ | ---------- | ---- |
| 当   | 望月義夫 | 58   | 自由民主党 | 前   | 116,045票 | 54.39% | ――     | 公明党推薦 | ○    |
| 比当 | 田村謙治 | 37   | 民主党     | 前   | 97,330票  | 45.61% | 83.87% |            | ○    |

- 投票結果[17]、開票結果[18]
- 静岡県選挙管理委員会は2005年9月13日、静岡県第4区の当選者を望月義夫とする告示をした[19]。
- 中央選挙管理会は2005年9月16日、比例東海ブロックの当選者を田村謙治を含む21人とする告示をした[20]。

時の内閣：第1次小泉第2次改造内閣 解散日：2003年10月10日 公示日：2003年10月28日
当日有権者数：33万193人 最終投票率：60.11%（前回比：2.33%） （全国投票率：59.86%（2.63%））
| 当落 | 候補者名 | 年齢 | 所属党派   | 新旧 | 得票数    | 得票率 | 惜敗率 | 推薦・支持 | 重複 |
| ---- | -------- | ---- | ---------- | ---- | --------- | ------ | ------ | ---------- | ---- |
| 当   | 望月義夫 | 56   | 自由民主党 | 前   | 102,761票 | 53.13% | ――     |            | ○    |
|      | 田村謙治 | 35   | 民主党     | 新   | 76,865票  | 39.74% | 74.80% |            | ○    |
|      | 西谷英俊 | 61   | 日本共産党 | 新   | 13,795票  | 7.13%  | 13.42% |            |      |

- 投票結果[21]、開票結果[22]
- 静岡県選挙管理委員会は2003年11月11日、静岡県第4区の当選者を望月義夫とする告示をした[23]。
- 田村は都築譲の議員辞職に伴い2004年11月15日に繰り上げ当選。

時の内閣：第1次森内閣 解散日：2000年6月2日 公示日：2000年6月13日
当日有権者数：22万4974人 最終投票率：62.78%（前回比：2.28%） （全国投票率：62.49%（2.84%））
| 当落 | 候補者名 | 年齢 | 所属党派   | 新旧 | 得票数   | 得票率 | 惜敗率 | 推薦・支持           | 重複 |
| ---- | -------- | ---- | ---------- | ---- | -------- | ------ | ------ | -------------------- | ---- |
| 当   | 望月義夫 | 53   | 自由民主党 | 前   | 78,295票 | 57.44% | ――     | 公明党・保守新党推薦 | ○    |
|      | 川井健男 | 47   | 民主党     | 新   | 38,313票 | 28.11% | 48.93% |                      | ○    |
|      | 西谷英俊 | 58   | 日本共産党 | 新   | 18,028票 | 13.23% | 23.03% |                      |      |
|      | 丹羽幸雄 | 72   | 自由連合   | 新   | 1,669票  | 1.22%  | 2.13%  |                      |      |

- 投票結果[24]、開票結果[25]
- 静岡県選挙管理委員会は2000年6月27日、静岡県第4区の当選者を望月義夫とする告示をした[26]。

時の内閣：第1次橋本内閣 解散日：1996年9月27日 公示日：1996年10月8日
当日有権者数：22万3130人 最終投票率：60.50%（前回比：11.97%） （全国投票率：59.65%（8.11%））
| 当落 | 候補者名 | 年齢 | 所属党派   | 新旧 | 得票数   | 得票率 | 惜敗率 | 推薦・支持 | 重複 |
| ---- | -------- | ---- | ---------- | ---- | -------- | ------ | ------ | ---------- | ---- |
| 当   | 望月義夫 | 49   | 無所属     | 新   | 68,770票 | 53.32% | ――     | 新進党推薦 | ×    |
|      | 倉田雅年 | 57   | 自由民主党 | 新   | 40,626票 | 31.50% | 59.08% |            | ○    |
|      | 栗山満子 | 62   | 日本共産党 | 新   | 19,584票 | 15.18% | 28.48% |            |      |

- 投票結果[27]、開票結果[28]
- 静岡県選挙管理委員会は1996年10月22日、静岡県第4区の当選者を望月義夫とする告示をした[29]。
- 倉田はその後自民党に入党した望月との選挙区調整で、第42・43回は比例東海ブロック単独で、それ以降は6区で出馬。